# Asociación de Archiveros de Andalucía
La Asociación de Archiveros de Andalucía "José de la Peña y Cámara" (AAA) es una asociación profesional española sin ánimo de lucro nacida en 1992 que reúne a técnicos de archivística e instituciones vinculadas con los archivos pertenecientes a Andalucía.

## Historia
Creada en 1992 «gracias a la colaboración de los profesionales» vinculados en esta comunidad autónoma española al sector de la gestión documental y archivística.  El 4 de noviembre de 2000 asiste a la reunión constituyente donde nace la Coordinadora de Asociaciones de Archiveros de España (CAA) formada inicialmente por cinco asociaciones, las otras cuatro son Asociación Asturiana de Bibliotecarios, Archiveros, Documentalistas y Museólogos (AABADOM), Federación española de asociaciones de archiveros, bibliotecarios, arqueólogos, museólogos y documentalistas (ANABAD), Asociación de Archiveros de Castilla y León (ACAL) y la Asociación de Archiveros de Cataluña (AAC). Esta coordinadora se impone como objetivo fundamental «el debate, la toma de postura y la realización de actuaciones comunes sobre cualquier aspecto relativo a los archivos, la información y el patrimonio documental.»
Tiene establecido su domicilio fiscal en el lugar de residencia de la persona que ocupa la presidencia.

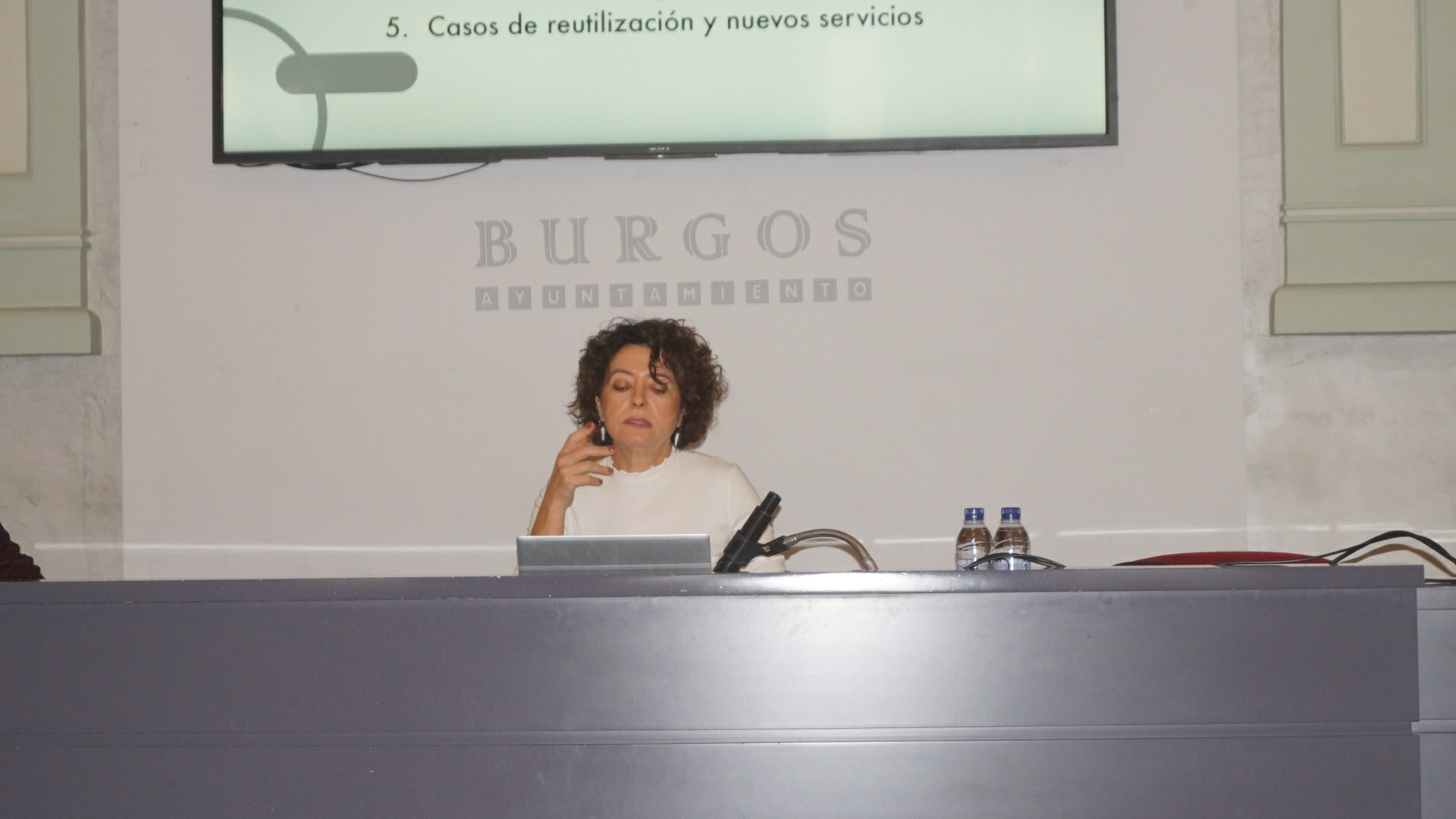
Isabel Medrano Corrales, vicepresidenta de la Asociación de Archiveros de Andalucía, durante su intervención en la jornada técnica - "Los datos abiertos: buenas prácticas para su disposición y explotación" (Burgos, Teatro Principal, 25 de noviembre de 2023) organizada por ACAL.

## Objetivos
El objetivo fundamental es «la defensa y promoción de los archivos y archiveros» de la Comunidad Autónoma de Andalucía. 
Los fines de la Asociación son:
- Colaborar en la defensa individual de los derechos e intereses de los asociados y representarlos ante los organismos y entidades correspondientes.
- Potenciar el desarrollo de la profesión de archivero y la mejora de los servicios de archivo.
- Promover la formación técnica de los asociados.
- Fomentar las relaciones profesionales de los asociados dentro de la comunidad autónoma andaluza.
- Fomentar la defensa del Patrimonio Documental como bien cultural, mediante campañas de sensibilización dirigidas tanto a instituciones públicas y privadas como a todos los ciudadanos.
- Establecer cauces de información y colaboración con instituciones públicas y privadas competentes en la gestión de archivos.
- Mantener contactos y colaborar con asociaciones españolas de otras comunidades autónomas, o extranjeras, de características similares a la nuestra.

## Estructura y organización
Elegidos cada tres años en listas cerradas, renovables, mediante votaciones secretas celebradas en Asamblea General y formada por un mínimo de cinco miembros y un máximo de siete, la Junta Directiva se reúne, al menos, una vez cada trimestre.
| Cargo           | Nombre | Período          |
| --------------- | --- | ---------------- |
| Presidencia     | Noemí Belmonte Rodríguez                                                                                      | 2018-actualmente |
| Vicepresidencia | Isabel Medrano Corrales                                                                                       | 2018-actualmente |
| Secretaría      | Dulce Ramírez Parias                                                                                          | 2018-actualmente |
| Tesorería       | Gema Martín González                                                                                          | 2018-actualmente |
| Vocales de área | Además de los tres anteriores: - Manuel Serrano Galán - María del Mar Ibáñez Camacho - Rafael Martínez Castro | 2018-actualmente |

## Publicaciones
La organización publica anualmente, desde 1994, TRIA, una revista archivística andaluza que pretende «ser un órgano de expresión y de formación profesional permanente de los asociados al servicio de todos los archiveros y estudiosos de estos temas en general, en el ámbito andaluz y español.» Su campo de estudio abarcan todos los vinculados a la profesión y que abordan sus problemas tanto teóricos como prácticos.
Además cuenta con un canal en Youtube como plataforma de difusión audiovisual de los congresos, jornadas y otras actividades realizadas.